# Роґалін (Радзейовський повіт)
Роґалін (пол. Rogalin) — село в Польщі, у гміні Пйотркув-Куявський Радзейовського повіту Куявсько-Поморського воєводства.
Населення — 82 особи (2011).
У 1975-1998 роках село належало до Влоцлавського воєводства.

## Демографія
Демографічна структура станом на 31 березня 2011 року:
|          | Загалом | Допрацездатний вік | Працездатний вік | Постпрацездатний вік |
| -------- | ------- | ------------------ | ---------------- | -------------------- |
| Чоловіки | 41      | 12                 | 23               | 6                    |
| Жінки    | 41      | 11                 | 21               | 9                    |
| Разом    | 82      | 23                 | 44               | 15                   |